# Президентские выборы в Португалии (2011)
Президентские выборы в Португалии 2011 года состоялись 23 января и прошли в один тур. Для участия в выборах было зарегистрировано шесть кандидатов. Как и ожидалось, при низкой явке (46,63 %) президентом был переизбран правоцентрист Анибал Каваку Силва, победивший во всех 18 районах страны и обоих автономных регионах — Азорских островах и Мадейре.

## Условия
На пост президента Португалии имеет право баллотироваться любой гражданин страны старше 35 лет. Для участия в выборах необходимо собрать от 7500 до 15000 подписей и представить их на рассмотрение Конституционного суда Португалии.
Согласно Конституции Португалии, чтобы быть избранным на пост президента, кандидат должен получить большинство голосов (50 % + 1). Если ни один кандидат не получает этого большинства, то проводится второй тур между двумя претендентами собравшими наибольшее количество голосов.

## Политический фон
Во время президентских выборов 2006 года, бывший премьер-министр Анибал Каваку Силва, единственный кандидат от правоцентристов, выиграл выборы уже в первом туре, набрав 50,5 % голосов. Его основными соперниками были социалисты, официальный кандидат Социалистической партии Мариу Соареш, бывший президент Португалии, который занял третье место с 14,3 %, и независимый кандидат Мануэл Алегре, получивший 20,7 % голосов. Впервые после «революции гвоздик» президентом страны стал консервативный кандидат. При этом контроль за парламентом и правительством по прежнему сохраняла Социалистическая партия.
Парламентские выборы 25 сентября 2009 года подтвердили это положение, принеся победу Соцпартии, хотя она и лишилась абсолютного большинства голосов. Экономический и финансовый кризис привёл к принятию плана жёсткой экономии бюджетных средств и более частым вмешательствам главы государства в деятельность исполнительной власти.

## Кандидаты
Всего на участие в президентских выборах претендовало девять человек. Выдвижение и сбор подписей проходили до 16 часов 23 декабря 2010 года. Рассмотрение кандидатур и собранных ими подписей прошло до 29 декабря, когда было принято решение зарегистрировать шесть кандидатов в президенты.
- Президент Португалии Анибал Каваку Силва (порт. Aníbal Cavaco Silva), 71.
Кандидат Социал-демократической партии;
поддержан Народной партией и
Movimento Esperança Portugal
- Депутат парламента Дефенсор Мора (порт. Defensor Moura), 65. 
Независимый кандидат (член Социалистической партии)
- Бывший депутат Законодательного собрания региона Мадейра Жозе Мануэл Коэлью (порт. José Manuel Coelho), 58. 
Кандидат партии «Новая демократия»
- Президент неправительственной организации Assistência Médica Internacional Фернанду Нобре (порт. Fernando Nobre), 60. 
Независимый кандидат.

Примечание: Сортировка в порядке обращения кандидатов в Конституционный суд

### Незарегистрированные кандидаты
- Луиш Ботелхо Рибейро (порт. Luís Botelho Ribeiro), 53 года, лидер партии Portugal pro Vida, выдвигался без официальной поддержки партии. Собрал за свою регистрацию 7907 подписей[4], но только около 1500 из них были сертифицированы Конституционным судом. Заявка отклонена за несоблюдение правовых обязательств.[2][5]
- Диамантино Маурисио да Силва (порт. Diamantino Maurício da Silva), 57 лет, безработный, активист Социалистической партии. По собственным словам собрал 2000 подписей. Заявка отклонена за несоблюдение правовых обязательств.[1][2]
- Жозуа Родригеш Гонсалвеш Педро (порт. Josué Rodrigues Gonçalves Pedro), 76 лет, торговец. Обещал защищать интересы сельского хозяйства и виноделов. Заявка отклонена за несоблюдение правовых обязательств.[1][2]
- Жозе Пинто Коэльо (порт. José Pinto Coelho), 50 лет, лидер Партии национального обновления. Собрал всего 5878 подписей вместо положенных 7500, после чего отказался от участия в выборах.[6]
- Жозе Рибейро и Кастро (порт. José Ribeiro e Castro), член партии Демократический и социальный центр — Народная партия. Собирался выдвинуть свою кандидатуру из-за решения Каваку Силва одобрить однополые браки. Позже отказался от выдвижения.[7]
- Амандио Мадалено (порт. Amândio Madaleno), член Португальской партии трудящихся. Сняла свою кандидатуру.[8]
- Мануэл Жоао Виейра (порт. Manuel João Vieira), 48 лет, вокалист группы Ena Pá 2000. Собрал около 7700 подписей, признано из них только около 2000.[9]
- Менезеш Алвеш (порт. Menezes Alves), адвокат и бывший активист Социалистической партии. Противник повторного выдвижения Каваку Силва.[9]

## Опросы общественного мнения
| Дата           | Институт                                                                    | Анибал Каваку Сильва | Мануэл Алегре | Фернанду Нобре | Франсишку Лопеш | Жозе Мануэл Коэлью | Дефенсор Мора | Другие / Воздержавшиеся |  |
| -------------- | --------------------------------------------------------------------------- | -------------------- | ------------- | -------------- | --------------- | ------------------ | ------------- | ----------------------- |  |
| 23 января 2011 | Итоги выборов                                                               | 52,94 %              | 19,75 %       | 14,1 %         | 7,14 %          | 4,5 %              | 1,57 %        | 6,19 %                  |  |
| 23 января 2011 | Intercampus Архивная копия от 7 февраля 2011 на Wayback Machine             | 51,4—55,4 %          | 17,2—21,2 %   | 12,4—16,4 %    | 5,8—8,8 %       | 3,1—5,1 %          | 0,7—2,7 %     | —                       |  |
| 23 января 2011 | Eurosondagem                                                                | 51,6—56 %            | 17,1—20,9 %   | 13,1—16,3 %    | 6,3—7,5 %       | 3,3—4,5 %          | 1,1—2,1 %     | —                       |  |
| 23 января 2011 | Universidade Católica                                                       | 52—58 %              | 18—21 %       | 13,5—16,5 %    | 5—8 %           | 2—4 %              | 1—2 %         | —                       |  |
| 21 января 2011 | Sol (média)                                                                 | 58,0 %               | 22,0 %        | 11,0 %         | 5,0 %           | 2,0 %              | 2,0 %         | —                       |  |
| 21 января 2011 | Universidade Católica Архивная копия от 27 сентября 2011 на Wayback Machine | 59,0 %               | 22,0 %        | 10,0 %         | 6,0 %           | 2,0 %              | 1,0 %         | —                       |  |
| 21 января 2011 | Eurosondagem                                                                | 56,3 %               | 25,0 %        | 10,1 %         | 5,2 %           | 1,4 %              | 2,0 %         | —                       |  |
| 21 января 2011 | Aximage                                                                     | 54,7 %               | 25,6 %        | 10,7 %         | 6,3 %           | 0,9 %              | 1,8 %         | —                       |  |
| 20 января 2011 | Intercampus Архивная копия от 22 января 2011 на Wayback Machine             | 54,6 %               | 22,8 %        | 9,1 %          | 8,2 %           | 2,7 %              | 2,6 %         | —                       |  |
| 19 января 2011 | Marktest Архивная копия от 27 сентября 2011 на Wayback Machine              | 61,5 %               | 15,0 %        | 12,7 %         | 3,3 %           | 2,1 %              | 1,2 %         | 4,2 %                   |  |
| 8 января 2011  | Aximage Архивная копия от 3 октября 2011 на Wayback Machine                 | 57,1 %               | 20,8 %        | 8,7 %          | 2,0 %           | 0,5 %              | 3,2 %         | 7,8 %                   |  |
| 7 января 2011  | Intercampus Архивная копия от 11 января 2011 на Wayback Machine             | 60,1 %               | 25,3 %        | 4,2 %          | 6,3 %           | 1,6 %              | 2,5 %         | —                       |  |

## Финансирование[10]
Из бюджета зарегистрированным кандидатам были выделены субсидии в размере 3 834 000 евро. В случае проведения второго тура предполагалось выделить дополнительно более 958 500 евро. 20 % выделенных средств поровну распределяются между кандидатами, которые получили по крайней мере 5 % голосов, а остальные 80 % распределяются между всеми кандидатами пропорционально набранным голосам.
| Кандидат             | Государственная субсидия | Средства политических партих | Фандрайзинг | Всего      | Расходы    | Долг |
| -------------------- | ------------------------ | ---------------------------- | ----------- | ---------- | ---------- | ---- |
| Анибал Каваку Силва  | €1,570,000               | €0                           | €550,000    | €2,120,000 | €2,120,000 | €0   |
| Мануэл Алегре        | €1,350,000               | €500,000                     | €50,000     | €1,900,000 | €1,640,000 | €0   |
| Фернанду Нобре       | €511,200                 | €0                           | €331,460    | €842,660   | €842,660   | €0   |
| Франсишку Лопеш      | €512,000                 | €270,000                     | €18,000     | €800,000   | €800,000   | €0   |
| Дефенсор Мора        | €225,000                 | €0                           | €25,000     | €250,000   | €250,000   | €0   |
| Жозе Мануэл Коэльо   | €10,000                  | €30,000                      | €50,000     | €90,000    | €90,000    | €0   |
| Луиш Ботелхо Рибейро | €7,000                   | €0                           | €0          | €7,000     | €7,000     | €0   |

## Результаты[13]
В Португалии на момент голосования было зарегистрировано 9 629 630 избирателей. В выборах приняло участие 4 489 904 человека (46,63 %).
| Президентские выборы в Португалии (2011) *a) | Президентские выборы в Португалии (2011) *a) | Президентские выборы в Португалии (2011) *a) |
| Кандидат                                     | Голоса                                       | Доля (%)                                     |
| -------------------------------------------- | -------------------------------------------- | -------------------------------------------- |
| Анибал Каваку Силва                          | 2 230 104                                    | 52,94 %                                      |
| Мануэл Алегре                                | 831 959                                      | 19,75 %                                      |
| Фернанду Нобре                               | 593 868                                      | 14,12 %                                      |
| Франсишку Лопеш                              | 300 840                                      | 7,14 %                                       |
| Жозе Мануэл Коэльо                           | 189 340                                      | 4,50 %                                       |
| Дефенсор Мора                                | 66 091                                       | 1,57 %                                       |
| Пустые бюллетени                             | 191 159                                      | (4,26 %)                                     |
| Недействительные бюллетени                   | 86 543                                       | (1,93 %)                                     |
| Всего:                                       | 9 629 630                                    | 100 %                                        |

Примечания: а) результаты, полученные в до 23:00 23 января 2011 (97,75 % расчетного)